# Пoл Филип од Румуније
Пoл Филип од Румуније (рођен 13. августа 1948), познат и као румунски принц Паул, Паул - Филип Хоенцолерн и Паул Ламбрино, син је Карола Ламбрина и Хелене Хенриете Нагавицине. Отац му је био старији син румунског краља Карола II и Зизијe Ламбринo . Паул - Филипе тврди да је он, а не Маргарета од Румуније, законити поглавар краљевске куће Румуније. Сада је бегунац, за којим се трага у иностранству.
Године 2020, заједно са бизнисменом Ремусом Труицаом и неколико других бизнисмена, оптужен је за трговину утицајем, прање новца и сложене случајеве подмићивања између 2006. и 2013. године.

## Породица и образовање
1918. престолонаследник Румуније (будући краљ Карол II) оженио се Зизи Ламбрино. Венчање је поништено следеће године јер је било у супротности са статутом краљевске куће - Ламбрино је била и Румунка и грађанка, а брак се склопио без краљевог пристанка. Пар је имао једног сина, Карола Ламбрина, оца Паула Хоенцолерна. Престолонаследник Карол се 1921. године оженио грчком и данском принцезом Хеленом, а добили су сина који је постао румунски краљ Михајло I.
Рођен у Паризу, пoхађао Језуитску школу. Имао је тринаест година када се његов отац оженио Американком и породица се преселила у Лондон да би била ближа европским краљевским породицама. Школу је започео у Гордонстону док је похађао Чарлс, принц од Велса, а затим се преселио у Милфиелд .  Радио је као трговац уметнинама и програмер имовине.
Године 1996, у цркви Касин, Хоенцолерн се оженио Лиом Џорџином Триф, родом из Деарборна у држави Мичиген, која се претходно развела од адвоката Мелвина Белли-а . Пар има једно дете, Карол Фердинанд; дете је крштено 2010. године, а председник Трајан Басеску је преузео улогу кума.

## Кривична пресуда
Дан 17. децембра 2020. године, Високи касациони и правосудни суд осудио га је на 3 године и 4 месеца затвора на суђењу на фарми Банеаса.
Вече пред подизања оптужбе полиција је посетила његов дом у Букурешту, међутим, према речима његове супруге Лије, он се налази у Португалу. Полиција је стигла у његову кућу у 20.30 Лиа рођена у Америци није разговарала са новинарима. Полиција у Букурешту била је у процесу добијања европског налога за хапшење и објавила је изјаву: „У вези са особом осуђеном на затвор, с обзиром на то да није затечена код куће, започиње поступак тужилаштва. Почиње активност прибављања европског налога за хапшење и имплицитне међународне потраге “.

## Претендент
Хоенцолерн тврди да је законити поглавар румунске краљевске куће с образложењем да брак принца Карол са Зизи Ламбрино, склопљен у верској церемонији у Одеси, никада није поништен у православној цркви, што је његове будуће бракове учинило расколним . Ипак, он изјављује да прихвата румунски републички облик владавине и не жели да монархија буде обновљена. Такође указује на одлуку суда из Лисабона из 1955. године којом је Карол Ламбрино признат за легитимног сина краља Карол II и додељена су му пуна наследна права, на одлуку која је потврђена 1957. и 1963. године у Француској и наредне године у Уједињеном Краљевству. Последња пресуда дала је Каролу Ламбрину британски пасош под именом „Принц од Хоенцолерна, принц од Румуније“.
Поднео је тужбу у Румунији 1991. године против краља Михаила I. Случај је закључен у фебруару 2012. године, када је Високи касациони суд правде проширио на Румунију одлуку Лисабонског суда којим је Карол Ламбрино признат као син краља Карола II. Пресуда има нејасне импликације у погледу престола и наследства имовине. Вођство краљевске куће остаје оспорено, док Хоенцолерн-ов захтев за 62,5% краљевске имовине - удео његовог оца плус удео удовице краља Карола II Елене Лупеску, који му је она одобрила - остаје недефинисан и може се односити било на краљево лично власништво или на власништво краљевске куће, граница између којих није јасно повучена. Хоенцолерн је одлуку поздравио „са ентузијазмом и одговорношћу“ обећавајући „многа суђења“ за решавање питања наследства и обећавајући да ће свој део замка Пелес поклонити румунској влади, уколико га добије. Канцеларија краља Михаила издала је саопштење у којем се каже да се одлуком не стварају династичка права, да само он може да одреди чланство у краљевској кући и да ниједан румунски краљ никада није признао или доделио титулу Каролу Ламбрину или његовим потомцима.
На председничким изборима у Румунији 2000. године, Хоенцолерн је био неуспешни независни кандидат. 2005. Хоенцолерн је тврдио да је краљ Михаило створио и водио нацистичку државу између 1940. и 1944, подстичући и одобравајући депортацију и убиство румунских Јевреја ; као резултат тога, позвао је на Михајлово погубљење. Пишући у часопису Тхе Јерусалем Пост, историчар Јан Анцел одбацио је Хоенцолерн-ове тврдње и похвалио ратне акције краља и његове мајке, краљице Јелене . 2011. године, када је Михајло прекинуо везе са Кућом Хоенцолерн-Сигмаринген да би формирао Дом Румуније, Паул се успротивио, означивши тај потез „необјашњивим гестом“ који прекида „историјске и династичке везе“ са немачком кућом.
У децембру 2011. Хоенцолерн је именован за „амбасадора румунско-кинеског пријатељства“ у Пекингу.
Након коначне пресуде румунског Врховног суда правде 2012. године којом је Паул признат као један од наследника краља Карола II, његов стриц, краљ Михајло I, позвао је Паула на преговоре о помирењу.

## Значајна објављена дела
- Краљ Карол II - Живот мог деде (1988).

## Изборна историја

### Председнички избори
| Избори | Припадност                   | Прва рунда | Прва рунда | Прва рунда | Друга рунда | Друга рунда | Друга рунда |
| Избори | Припадност                   | Гласови    | Проценат   | Положај    | Гласови     | Проценат    | Положај     |
| ------ | ---------------------------- | ---------- | ---------- | ---------- | ----------- | ----------- | ----------- |
| 2000   | Странка националног помирења | 55,238     | 0,5%       | 10th       |             |             |             |